# Ноймюнстер
Ноймюнстер (нім. Neumünster) — місто в Німеччині, місто земельного підпорядкування, розташоване в землі Шлезвіг-Гольштейн.